# بارویتسه
بارویتسه (به لاتین: Barwice) یک شهر در لهستان است که در گمینا بارویتسه واقع شده‌است. بارویتسه ۷٫۴۲ کیلومتر مربع مساحت و ۳٬۸۳۸ نفر جمعیت دارد.